# Фунань: Новые люди (фильм, 2018)
Фунань: Новые люди (фр. Funan; кхмер. ហ្វូណន hvaunan) — исторический, драматический анимационный фильм 2018 год, срежиссированный Дени До и написанный Дэни До и Мажали Пузо при участии Элиз Чинь, о камбоджийской женщине и её поисках своего ребёнка, которого насильно отобрали у неё в начале  революции красных кхмеров в апреле 1975 года.
В оригинальной версии фильма, в которой диалоги ведутся в основном на французском языке, звучат голоса Беренис Бежо и Луи Гарреля.

## Сюжет
Чу живёт в Пномпене со своим мужем Хуоном, их младшим сыном Сованом и их семьёй, включая брата Хуона Мэнг, мать и бабушку Чу и их других детей, Хаута, Туча и Лили. В 1975 году «красные кхмеры» свергли правительство, и семья была принудительно эвакуирована из города революционерами. Во время изнурительного путешествия Сован и его бабушка разлучаются с семьей, и охранники Красных Кхмеров не позволяют Чу пытаться их найти.
Когда они достигают соседнего города, они понимают, что их двоюродный брат Сок стал одним из революционеров, и весь город превратился в коммуну. Семья лишена того имущества, которое они не могут спрятать, и работала до мозга костей практически без еды. Чу спрашивает за своего сына и уверена, что он находится в другом трудовом лагере, но ему запрещено его видеть. Мэнг хочет уйти, но Хуон настаивает на том, что у них нет иного выбора, кроме как быть подчинёнными. По настоянию Чу Хуон пытается пересечь реку, чтобы найти Сована, но его схватили и избили. Туч заболевает, и семья отдаёт свои последние ценности женщине из лагеря, известной тем, что спит с красными кхмерами, чтобы попытаться найти лекарство. Но Туч умирает, прежде чем она сможет вернуться. Женщина возвращается, будучи не в состоянии найти лекарство, и её избивают другие женщины из лагеря. Перед смертью она оставляет своего сына на попечении Чу. Сок сожалеет о Хуоне и позволяет ему попытаться найти Сован, но к тому времени, когда он прибывает, дети снова перемещаются.
Сован со своей бабушкой живут повсюду куда их перенапраправляют, и девочкой, с которой он дружит в своём рабочем лагере. Ужасная смерть разворачивается вокруг него, и подруга в конечном счёте жертвует собой, чтобы позволить Совану не быть пойманым, пока они крадут еду.
Не в силах больше терпеть, Мэнг делает перерыв на границе - Хуон бежит за ним, чтобы пожелать ему удачи, но его поймает охранник Красных Кхмеров. Сок убивает его, спасая жизнь Хуону. Хуон и Чу возвращаются, но другой мстительный Красный Кхмер убивает Сока в отместку. Группа снова перемещается на поездах, и Чу отделяется от ребенка, за которым ей доверяют. Поезд останавливается, когда одна из дочерей красных кхмеров тонет в колодце, и Хуон помогает спасти её, разозлив Чу. Вскоре мужчины и женщины отправляются в отдельные лагеря, оставляя только Чу, её мать и Лили. Проходят месяцы  Женщина из красных кхмеров, которая утонула бы, Пев, пытается поблагодарить, подкрадываясь к Чу и ее семье, но Чу отвергает это, несмотря на их голод, как средство сохранения своего достоинства. Мать Чу замечает, что один из охранников любит Лили, и призывает ее использовать это для получения еды. Но когда охранник насилует её, Лили вешается. Наконец Хоут возвращается из мужского лагеря, говоря, что его разлучили с Хуоном. Но когда он слышит о том, что случилось с Лили, он находит охранника, который сделал это, и сжигает его заживо в соломенной хижине. Он убит вместе с невинной пожилой женщиной, обвиняемой в сочувствии. Мать Чу умирает от голода.
Проходят годы, и изможденный Хуон находит Чу в лазарете. Он говорит, что нашёл Сован, и она собирает последние силы, чтобы двигаться дальше. Начинается камбоджийско-вьетнамская война, и когда вьетнамские войска продвигаются в своём лагере, они делают один последний перерыв, чтобы найти Сована. Их видит Пев, который прикрывает их, позволяя им сбежать. После долгих путешествий они наконец находят группу детей, казалось бы, брошенных, и среди них - Сован.
Воссоединившись, семья делает последний перерыв на границе с Таиландом. По пути они сталкиваются с другой группой красных кхмеров и ещё одной бессмысленной казнью, которая вскоре перерастёт в большее. Чу противостоит группе, разрывая её рубашку, чтобы показать, что она пострадала так же, как они, и успешно спасла жизнь женщине, которая должна была умереть. Они поощряют женщину следовать за ними в Таиланд, но женщина отказывается, поскольку у неё всё ещё есть семья в Камбодже. Семья доходит до границы. Хуон разведывает впереди. Пока Чу и Сован наблюдают, Хуон замечен охранниками Красных Кхмеров. Он целенаправленно убегает, позволяя своей семье пробраться через границу, и его застрелят. Но Сован и Чу, последние из их семьи, наконец-то добрались до Таиланда, взявшись за руки.

## Производство
Режиссёр и сценарист Дэни До родился во Франции и имеет смешанное французское, китайское и камбоджийскиое происхождение. Фильм основан на его собственных исследованиях и воспоминаниях его матери, на которой основан главный герой.

## Релиз
Мировая премьера фильма состоялась 11 июня 2018 года на Международном фестивале анимационных фильмов в Анси, где он участвовал в конкурсе в категории художественных фильмов.
Он был показан на нескольких других фестивалях в течение оставшейся части 2018 года, включая премьеру в Австралии 17 октября на кинофестивале в Аделаиде и премьеру в Северной Америке 20 октября на конкурсе на фестивале Animation Is Film.
Он был выпущен на национальном уровне в кинотеатрах 6 марта 2019 года во Франции компанией «Bac Films» и 24 апреля 2019 года в Бельгии Люмьером.
В англоязычных регионах он был выпущен ограниченным тиражом, начиная с 7 июня 2019 года, в Соединённых Штатах, распространяемых GKIDS, на оригинальном французском языке только с английскими субтитрами.

## Награды
Фунань был хорошо принят жюри и зрителями на фестивалях, получив несколько наград.
Он выиграл Cristal за художественный фильм (главный приз жюри в своей категории) на фестивале Annecy, и главный приз жюри, и приз зрительских симпатий на фестивале Animation Is Film и приз жюри второго места. (за «This Magnificent Cake!», получивший главный приз BIAF) в категории «Художественные фильмы» 20-го Международного анимационного фестиваля «Пучеон».
Он получил четыре номинации на 2-ю премию Эмиля, состоявшуюся 8 декабря 2018 года, из которых Дени До и Мажали Пузо были награждены за лучшую запись в художественном фильме за работу над фильмом и за лучший звуковой дизайн в художественном фильме. Николя Леруа, Мишеля Шиллингса и Николаса Чань Чонга за их.